# Istituto Orientale di Sarajevo
L'Istituto Orientale di Sarajevo (Orijentalni institut u Sarajevu, in bosniaco) è un istituto accademico sorto nella città di Sarajevo, Bosnia ed Erzegovina. Fondato nel 1950, è andato quasi interamente distrutto nel 1992 durante l'assedio di Sarajevo.

## Storia
L'istituto, che comprendeva una biblioteca e la collezione dei manoscritti (più di 2000 codici e circa 15.000 altri materiali d'archivio) fu distrutto deliberatamente dalle forze serbe che assediavano la città di Sarajevo il 18 maggio 1992. Secondo alcuni testimoni oculari, l'edificio fu colpito da una raffica di munizioni incendiarie provenienti dalle colline che circondano il centro città. L'attacco fu del tutto intenzionale dato che nessun altro edificio nelle vicinanze venne toccato. L'istituto, che occupava l'ultimo piano di un palazzo all'angolo tra la via Veljka Cubrilovica ed il corso Maresciallo Tito, andò completamente in fiamme.
La collezione dell'Istituto Orientale era una delle più ricche e preziose al mondo.
Le perdite includono 5,263 manoscritti in lingua araba, persiana, turca, ebraica oltre che decine di migliaia di documenti relativi al periodo della dominazione ottomana della Bosnia.